# Ogrish.com
Ogrish.com （オグリッシュ・ドット・コム）は、主にショッキングな報道記事を専門に配信していたウェブサイト（ニュースサイト）である。

## 概要
Ogrish.com （オグリッシュ・ドット・コム）の Ogrish は、英語圏では「オーグリッシュ」とも発音し、伝説の食人鬼を指す英語の名詞「Ogre （オーガ）」を形容詞に変えた造語である。
現実に発生した戦争・テロリズム・犯罪・事故・災害などの出来事をありのままに配信するニュースサイトの一種だが、そのほとんどは一般的に残虐で猟奇的であると受け止められる記事に特化されている。
2000年に開設され、当初はインターネットに接続できれば世界中の誰もがアクセスして閲覧可能であった。しかし、あまりにも凄惨かつ悪趣味な写真（グロ画像）やビデオ（グロ動画）が大量に掲載されている為、各種の法律に抵触する可能性やアダルトコンテンツと同様の年齢認証問題などが指摘されるのはもちろんのこと、道徳性や倫理上の観点からも問題視されることが各国で頻発した。その為、2006年にショックサイトと呼ばれる分野の同種サイト「LiveLeak.com （ライブリーク・ドット・コム）」 へ統合されて以降、一部でアカウントが必要となっている。
現在のインターネット社会では表現の自由や知る権利などが広範囲に認められる一方で、個々の倫理観やメディア・リテラシーなども強く求められる状況となっており、同種サイトの存在意義を疑問視する意見や不必要論などが数多く存在している。過去、ケネディ大統領暗殺事件や豊田商事会長刺殺事件などといった生放送（ライブ映像）中に偶発的に撮影されてしまう放送事故はあったものの、Ogrish.com は意図的に残虐で猟奇的と思われる映像を収集して一般公開し、なお且つ悪意を持った悪戯（チェーンメールや地雷URLなど）も含めて無差別に拡散させてしまう可能性などが大きな問題点となっている。なお、現在の日本では、国境を越えて流入してくるこれらの映像を直接的に取り締まる法律は定められていない。ただし、未成年者に対しては青少年保護育成条例などを根拠に保護者の求めに応じてアクセス制限（フィルタリング）を設けることで防止対策とすることも多い。

## 問題となった事例
Ogrish.com が映像を公開し、各国で社会的に問題視された主な事例を挙げる。
2001年
- アメリカ同時多発テロ事件において、爆発炎上するワールド・トレード・センターの高熱に耐えきれず窓から飛び降りてしまう犠牲者が続出した。この様子を撮影した映像がそのまま公開され大きな問題となった。なお、Ogrish.com との直接的な関係はないが、アメリカのニュース雑誌「タイム」が発売した特集号「September 11, 2001」の記事中でもこの様子が取材されており、ロングショットで個人を特定できない写真ではあったものの、見開きの全面掲載であったことから後に問題視された。

2004年
- マドリード列車爆破テロ事件の映像がそのまま公開され、警察当局がスペイン国内のアクセスを遮断して公開停止を求めたが、そのまま公開を継続したことが問題となった。
- イラクのアル＝カーイダ組織（通称；タウヒードとジハード集団）によって拘束された韓国人が、生きたまま斬首されてしまう映像がそのまま公開され、問題となった。なお、この問題に前後して非公開を求める韓国人たちが同サイトにサイバーテロを仕掛ける事件も発生している。同時期、アメリカ人や日本人が斬首された映像も公開され、問題となった。

2005年
- アメリカ南東部を襲った自然災害ハリケーン・カトリーナの犠牲者を撮影した映像がそのまま公開されて問題となった。
- ドイツにて、警察当局のインターネット監視員が通信会社にドイツ国内でのアクセス遮断（IPアドレスの使用停止）を要求、これが実行された。しかし、他国のインターネットサービスプロバイダでもこの通信会社が利用されていた為、オランダ・フランス・ポーランド・イタリア・スイスなどでもアクセスが不可能となり、問題となった。

## フィナンシャル・タイムズの匿名取材
2006年1月13日、イギリスの新聞「フィナンシャル・タイムズ」のジェームス・ハーキン記者が電子版 FT.com に「Shock and gore （衝撃と流血）」と題する記事を発表している。 これは、匿名取材を元に Ogrish.com について書かれた記事である。
ハーキンは、イギリスの公共放送局 BBC が2005年4月16日に電子版 BBC Online に掲載した記事「Helicopter shot down near Baghdad （バグダッド近郊で民間のヘリコプターが撃墜される）」に疑問点を発見し、その調査を進めるうちに、Ogrish.com の問題点や管理人の一人である自称オランダ人のダン・クリンカー（Dan Klinker、匿名）と名乗る人物に出会っている。
このクリンカーと名乗る人物の解答に信憑性があると仮定するならば、Ogrish.com の拠点は「ヨーロッパの某国」にあり、「世界中にいる、原則的にボランティアのスタッフが運営」しており、「提供される映像の内容次第で謝礼が支払われる」こともあり、その「資金源となる組織やサイトが存在」し、「閲覧者の30％が女性」であることなど、不透明性が指摘される Ogrish.com の幾つかの実体が具体的に述べられている。
なお、ハーキンは（同業の）海外特派員などが「いざ事件が起きれば、Ogrish.com を5分おきにチェックすることが習慣になってしまっている」のも、また事実であると述べている。

## 備考
- LiveLeak.com に統合されて以降、YouTube 形式の動画共有サイトとなった。一日のアクセス数は平均して12～20万回と言われており、大事件などが発生した際のピーク時には75万回を超えると言われる。なお、双璧の同種サイトとして「Rotten.com （ロッテン・ドット・コム）」が知られている。
- 当初、トップページに「指が切れて血まみれになった手」がデザインの一部として採用されていたが、後に Ogrish.com のロゴデザインのみに変更された。
- 定期更新される記事に加え、コンテンツとしてフォーラムやブログなども持つ。過去にアーカイブを配信するメールマガジンも存在したが、一時的に停止された。2005年2月からは「Ogrish Mag （オグリッシュ・マグ）」として再開している。
- 2005年頃までの日本の匿名掲示板内では、アダルト画像や動画を臭わせるコメントと共に、同サイト内の画像や動画がブラウザクラッシャー#精神的ブラクラとしてよく貼られていた。半数はアダルト画像である反面、残り半数はグロテスク画像であった。当時のネットユーザーには衝撃的なサイトとして非常に有名であり、同サイトの略称である「オグリ」、または「小栗」はグロテスク画像全般を指すほど認知度が高かった。